# Merano (stacja kolejowa)
Merano (wł. Stazione di Merano, niem: Bahnhof Meran) – stacja kolejowa w  miejscowości Merano, w prowincji Bolzano, w niemieckojęzycznym regionie Trydent-Górna Adyga, we Włoszech. Znajduje się na linii Bolzano – Merano i Merano – Mals. 
Według klasyfikacji RFI ma kategorię srebrną.

## Historia
Pierwsza stacja Merano została otwarta w 1881 roku jako koniec linii z Bolzano. Została zbudowana wzdłuż piazza Mazzini - Via degli Alpini. Obejmowała trzy tory do obsługi pasażerów i obszar o długości ponad pięciuset metrów, położony poza budynkiem, wykorzystywany jako plac manewrowy i skład lokomotyw.
W 1906 roku, wraz z otwarciem linii Merano - Mals, uruchomiono obecną stację o konfiguracji przelotowej. Stację tak zaprojektowano by ułatwić rozbudowę miasta i budowę luksusowych hoteli.
Linia Merano - Mals była zamknięta dla ruchu od 1990 do 2005 roku.

## Architektura
Stacja została wzniesiona w stylu wiedeńskim Jugendstil na wzór von Chabert.
Plac przed nim został zaprojektowany przez niemieckiego urbanistę Theodora Fischera.

## Linie kolejowe
- Linia Bolzano – Merano
- Linia Merano – Mals